# Tiago Amaral (futebolista)
Tiago Leite do Amaral (Rio de Janeiro, 6 de fevereiro de 1985), mais conhecido como Tiago Amaral, é um ex-futebolista brasileiro que atuava como atacante. Ele foi artilheiro do Campeonato Carioca de 2016 e o jogador com mais gols pelo Volta Redonda na década de 2010.

## Carreira

### Início no futebol carioca
Tiago Amaral começou a carreira entre os profissionais aos 21 anos, na Cabofriense, em 2006. Após passagem pelo Cachoeira, clube de Cachoeira do Sul, no estado do Rio Grande do Sul, o atacante voltou a jogar por equipes do Rio de Janeiro, como Castelo Branco, Duque de Caxias e Barra Mansa, até chegar ao Volta Redonda.

### Volta Redonda e empréstimos
No clube da cidade do aço, Tiago Amaral obteve os maiores destaques de sua carreira, conquistando o título da Taça Rio de 2016 e as artilharias do Campeonato Carioca de 2016 e da Copa Rio de 2013 e 2015. No entanto, o atacante conviveu com sequências de empréstimos, muito por conta da falta de calendário do Volta Redonda. Entre 2012 e 2015, foi cedido ao Aracruz, Barra Mansa, São Cristóvão e Olaria.
Em 2016, após se tornar artilheiro do Campeonato Estadual, Tiago Amaral chamou atenção do Cuiabá, para onde se transferiu novamente por empréstimo para disputar a Copa Sul-Americana e a Série C.

### Boavista e Portuguesa-RJ
No final de 2016, o atacante rescindiu com o Volta Redonda e acertou sua transferência para o Boavista. Sem marcar nenhum gol, deixou o clube ao término do Campeonato Carioca rumo à Portuguesa-RJ, para disputar a Série D e a Copa Rio.

### Uberlândia e Goytacaz
Em abril de 2018, foi contratado pelo Uberlândia. Foi o artilheiro da equipe mineira na Série D, com 5 gols, mas o Verdão acabou eliminado nas oitavas de final. Com o fim da participação do Uberlândia na competição nacional, Tiago Amaral voltou a ficar livre no mercado e se transferiu para o Goytacaz, a fim de disputar a Copa Rio.

### Retornos a ex-clubes
No final de 2018, acertou sua volta à Portuguesa-RJ para o Campeonato Carioca de 2019. Em abril de 2019, chegou a ser anunciado pelo Goytacaz, clube por onde teve uma rápida passagem no ano anterior, porém, sem acordo, acabou deixando a equipe antes mesmo de reestrear. Já em 2020, acertou novamente com o Uberlândia para jogar o Campeonato Mineiro.

### Artsul e Cabofriense
No segundo semestre de 2020, foi contratado pelo Artsul para a Série B1 do Campeonato Carioca. Ao término da participação do clube na competição, o atacante acertou seu retorno à Cabofriense, equipe onde iniciou a carreira.

## Títulos
Volta Redonda
- Taça Rio: 2016

Audax Rio
- Campeonato Carioca - Série A2: 2021

## Artilharias
Volta Redonda
- Campeonato Carioca: 2016
- Copa Rio: 2013 e 2015